# تپه اوزلیک
تپه اوزلیک مربوط به دوره اسلامی قرن ۶ تا ۸ ه.ق است و در شهرستان تکاب، بخش مرکزی، دهستان انصار، روستای تمای واقع شده است. این اثر در تاریخ ۳۰ دی ۱۳۸۵ با شمارهٔ ثبت ۱۶۷۸۷ به عنوان یکی از آثار ملی ایران به ثبت رسیده است.